# Каберов Ігор Олександрович
Каберов Ігор Олександрович (25 квітня 1917 — 2 жовтня 1995) — льотчик-винищувач, Герой Радянського Союзу, учасник Німецько-радянської війни. Автор книги «У прицілі — свастика», Почесний громадянин Великого Новгорода.

## Біографія
Народився у селі Нікулінське Вологодської губернії (нині — Вологодський район Вологодської області).
Після закінчення 7-ми класів працював слюсарем на вологодському вагоноремонтному заводі. Займався спортом під керівництвом М. Л. Куликова. У 1938 закінчив льотну школу Осоавіахіма в Коктебелі, потім працював інструктором у новгородському аероклубі.
З 1939 у ВМФ, в 1940 закінчив Єйське військово-морське авіаційне училище. З червня 1941 р. на фронті. Першу повітряну перемогу здобув 4 серпня 1941 року, збивши ворожий Me-109, того ж місяця намагався таранити на І-16 ворожий Ju-88, але безуспішно, втім, зумів посадити свій літак. З 21 серпня пересів на ЛаГГ-3.
У вересні 1941 року брав участь у напружених боях під Ленінградом, часом здійснюючи за день по 6-7 бойових вильотів. Спільно з Героєм Радянського Союзу Г. Д. Костильовим брав участь у повітряних боях над лінкором «Марат».
2 листопада ланка, до якої входили Костильов і Каберів, перехопила в районі острова Соммерс і знищила фінський СБ (бомбардувальник радянського виробництва, який дістався Фінляндії як трофей). Пізніше Костильов, літаючи разом з Каберовим, помилково збив свій винищувач І-153, керований начальником штабу підполковником Біскупом, який щасливо залишився живим — льотчики за звичкою прийняли його за фінського льотчика.
17 травня Костильов знову спільно з Каберовим збив 2 месершміти, якими керували німецькі аси Герхард Лаутеншлагер [K 1] (31 перемога) та лейтенант Оссі Унтерлерхнер (27 перемог).
24 липня 1943 року Каберову присвоєно звання Героя Радянського Союзу з врученням ордена Леніна та медалі «Золота Зірка» (№ 854). На цей момент він встиг здійснити 397 бойових вильотів, 92 повітряних бою, збив особисто 8 та у групі 18 літаків противника. До кінця війни І. А. Каберов здійснив 476 бойових вильотів, збив особисто 10 літаків противника та 19 у групі.
З серпня 1943 року працював інспектором-льотчиком у Єйському ВМАУ. З вересня 1944 року навчався на Вищих офіцерських курсах ВПС ВМФ.[3] З січня 1945 року гвардії майор І. А. Каберов — у розпорядженні командувача ВПС Тихоокеанського флоту. З травня 1945 по листопад 1946 — командир ескадрильї 17-го ІАП, у складі якого брав участь у Радянсько-японській війні. Його ескадрилья виконувала завдання щодо прикриття головної бази ТОФ та транспортів на переході морем, супроводжувала торпедні катери. Особисто виконав 10 бойових вильотів на Як-9У, зустрічей із японською авіацією у повітрі не мав.
З листопада 1946 по травень 1952 навчався на командному факультеті Військово-Повітряної академії, потім служив у ВПС Чорноморського флоту.
З травня 1952 року по січень 1954 року — помічник командира з тактики повітряного бою та повітряної стрільби 639-го ІАП. З січня по листопад 1954 — старший штурман 49-й ІАД. З листопада 1954 року до січня 1960 року — командир 661-го ІАП. Потім — заступник командира з льотної підготовки 4-ї ІАД.
З 1960 року гвардії полковник І. А. Каберов — у запасі. Жив у місті Великому Новгороді. Працював інженером з техніки безпеки автопасажирського господарства (з березня по червень 1962 року), слюсарем-збирачем телевізійного заводу (з січня 1963 року до липня 1964 року, з січня по березень 1968 року), начальником Новгородського аеропорту (з липня 1964 року до грудня року), начальником авіаспортклубу обласного комітету ДТСААФ (з березня 1969 року по листопад 1983 року).
Вів активну роботу з молоддю, був депутатом міської ради.
Почесний громадянин Великого Новгорода (з 25 листопада 1983).
Помер 2 жовтня 1995 року, похований на Західному цвинтарі.

## Нагороди
Нагороджений медаллю «Золота Зірка», двома орденами Леніна, двома орденами Червоного Прапора, двома орденами Вітчизняної війни 1 ступеня, орденом Червоної Зірки, медалями.

## Пам'ять
25 листопада 1989 року Ігор Олександрович Каберов став почесним громадянином Великого Новгорода. Його ім'ям названо одну з вулиць міста. У школі № 28 у 1998 році було відкрито музей його імені. У червні 2009 року його було переведено до гімназії № 4 (школа № 32), де й перебуває до сьогодні.
Каберів став прототипом одного з персонажів книги Миколи Чуковського «Балтійське небо» — Кабанкова.
У 2016 Ігор Олександрович ім'ям Каберова названо вулицю у Вологді.